# Bitch (film)
Pour les articles homonymes, voir Bitch.
Pour plus de détails, voir Fiche technique et Distribution.
Bitch est un film américain réalisé par Marianna Palka, sorti en 2017.

## Synopsis
Jill Hart est une femme au foyer à l'apparence modèle et épanouie. Elle est mariée et elle a quatre enfants indisciplinés. Pourtant, elle est à deux doigts de craquer. Son époux, un cadre d'entreprise, la délaisse et la trompe sans le moindre scrupule. Elle se sent de plus en plus seule et elle envisage le suicide pour mettre un terme à cet enfer matrimonial. Après avoir raté sa tentative, elle décide de prendre en revanche sur ceux qui l'ont poussée à bout. Et pour cela, elle se comporte littéralement comme un chien enragé. 

## Fiche technique
- Titre original et français : Bitch
- Réalisation et scénario : Marianna Palka
- Montage : Brett W. Bachman
- Musique : Morgan Z Whirledge
- Photographie : Armando Salas
- Production : Michael Moran, Daniel Noah, Josh C. Waller et Elijah Wood
- Sociétés de production : Company X, MarVista Entertainment, SpectreVision et Tunnel Post
- Société de distribution : Dark Sky Films
- Pays d'origine : États-Unis
- Format : Couleur - Mono - 2.35 : 1
- Genre : Comédie noire
- Durée : 93 minutes
- Dates de sortie : 
  -  Suisse : 30 juin 2017 (Festival international du film fantastique de Neuchâtel)
  -  États-Unis : 10 novembre 2017
  -  France : 
    - 6 septembre 2017 (L'Étrange Festival)
    - 22 janvier 2020 (VOD)

## Distribution
- Marianna Palka : Jill Hart
- Jason Ritter : Bill Hart
- Jaime King : Beth
- Brighton Sharbino : Tiffany Hart
- Rio Mangini : Max Hart
- Jason Maybaum : Jed Hart
- Kingston Foster : Cindy Hart
- Sol Rodríguez : Annabelle
- Roger Guenveur Smith : Steven Sheriff
- Caroline Aaron : Nana
- Bill Smitrovich : Papa
- Zac Clark : Brian
- Arielle Kebbel : Miss Cohen
- Martin Starr : Todd
- Melissa Nearman : l'assistante de Steven
- Bruce Thomas : Dr. Lindenwell
- Jean St. James : Dr. Zia Price
- Trieu Tran : Nigel
- Kevin Daniels : officier Clark

## Distinctions

### Sélection
- Festival international du film fantastique de Neuchâtel 2017 : en sélection officielle.
- L'Étrange Festival 2017 : en sélection officielle